# Federalist-Artikel Nr. 8
Der Federalist-Artikel Nr. 8  ist der vierte von Alexander Hamilton, einem der Gründerväter der Vereinigten Staaten, verfasste Essay in einer Reihe von 85 Aufsätzen, die 1787 bis 1788 in den Zeitungen Independent Journal, New-York Packet und Daily Advertiser erschienen und unter dem Namen  Federalist Papers gesammelt veröffentlicht wurden.
Der Artikel Nr. 8 erschien am 20. November 1787 unter dem Titel „Die Folgen feindseliger Handlungen zwischen den Staaten“ (The Consequences of Hostilities Between the States) im New-York Packet unter dem Pseudonym „Publius“.

## Geschichtlicher Hintergrund
Die 1777 verabschiedeten Konföderationsartikel (Articles of Confederation) der Vereinigten Staaten hatten sich schon wenige Jahre nach ihrer Ratifizierung 1781 als unzureichend erwiesen, um eine effiziente Regierung des Staatenbunds zu gewährleisten. 1787 war die Philadelphia Convention einberufen worden, um die Artikel zu überarbeiten, hatte im Ergebnis aber eine neue Verfassung entworfen. Im September 1787 wurde der Entwurf zur Ratifizierung an Verfassungskonvente in den einzelnen Staaten geleitet. Ab September 1787 agitierten die Gegner der Föderation („Anti-Federalists“) in den Anti-Federalist Papers gegen die Ratifizierung des Verfassungsentwurfs. Diesen entgegneten auf Seiten der Föderalisten die Aufsätze von Alexander Hamilton, James Madison und John Jay.

## Inhalt
Im 8. Federalist-Artikel geht Hamilton von der Prämisse aus, dass im Fall einer Auflösung der Konföderation die Einzelstaaten oder ihre Bündnisse das gleiche Schicksal erleiden würden wie alle anderen Nationen, die nicht unter einer Regierung vereint seien: Krieg und Frieden, Freundschaft und Feindschaft.
Kriege zwischen unabhängigen nordamerikanischen Staaten hätten in der Anfangszeit ihres Bestehens weit schwerere Folgen als solche zwischen Staaten, die schon länger über militärische Einrichtungen verfügten. In Europa machten die stehenden Heere plötzliche Eroberungen ebenso unwahrscheinlich wie die Verwüstung eines ganzen Landes innerhalb kurzer Zeit. Der ausgedehnte Festungsbau habe in Europa dazu geführt, dass sich Invasionen schon an den Grenzen und im Netzwerk der Befestigungen erschöpften. In früheren Zeiten sei es noch möglich gewesen, binnen kurzer Zeit tief ins Innere eines angegriffenen Landes vorzudringen. Mittels disziplinierter, relativ kleiner Verteidigungstruppen und einem Netz von Stützpunkten könne ein Angriff schnell zurückgeschlagen werden. Daher führten Kriege in Europa nicht mehr zur Unterwerfung ganzer Völker und zum Umsturz ganzer Reiche, sondern nur zu geringen Gewinnen und hohen Kosten.
Die Situation der nordamerikanischen Staaten wäre völlig anders: Das dort herrschende Misstrauen gegenüber militärischen Einrichtungen würde deren Aufbau verzögern. Die unbefestigten, offenen Grenzen machten es Eindringlingen leicht. Bevölkerungsreichere Staaten könnten ihre kleineren Nachbarn ebenso leicht erobern, wie es anschließend schwierig wäre, die Gebietsgewinne zu sichern. Das Bedürfnis nach Sicherheit präge das Handeln einer Nation. Es bringe Staaten dazu, Institutionen zu schaffen, die ihre bürgerlichen und politischen Rechte gefährden könnten. Im Interesse der Sicherheit nehme man das Risiko in Kauf, weniger frei zu sein. Die neue Verfassung schließe die Einrichtung stehender Heere nicht aus. Eine Auflösung der Konföderation führe unweigerlich zur Aufstellung von Armeen, wobei die schwächeren Staaten die ersten seien, die solche einführen müssten, um ihren mächtigeren Nachbarn gewachsen zu sein. Sie müssten ihre Unterlegenheit hinsichtlich Bevölkerungszahl und Ressourcen durch ein geregeltes und wirksames Verteidigungssystem ausgleichen. Notwendigerweise müssten sie auch die Exekutive ihrer Regierung stärken, so dass sich ihre Verfassung Zug um Zug der Monarchie nähern würde. Es liege in der Natur des Krieges, dass die Exekutive auf Kosten der Legislative gestärkt würde.
Kleine oder von Natur aus schwächere Staaten könnten dank einer starken Regierung und disziplinierter Streitkräfte die Oberhand über größere oder von Natur aus stärkere behalten. Weder ihr Stolz noch ihr Sicherheitsbedürfnis würden sie solche Zustände länger dulden lassen: Bald würden sie zu den gleichen Mitteln greifen, um ihre Vorrangstellung zurückzugewinnen. Binnen kurzer Zeit wären so die gleichen Kräfte des Despotismus am Werk, die die Geißel des Alten Kontinents darstellten. Im Gegensatz zu den Republiken des antiken Griechenlands sei das von Gewinnstreben und der stetigen Verbesserung von Ackerbau und Handel bestimmte heutige Leben nicht mit den Lebensbedingungen eines Militärstaats vereinbar, wie sie damals geherrscht hätten. Die moderne Kriegsführung sei durch die steigende Verfügbarkeit von Gold und Silber, die Fortschritte der Industrie sowie der Finanzwissenschaften völlig verändert worden. Ausgebildete, von der übrigen Gesellschaft gesonderte Truppen entstünden als Folge ständiger Feindseligkeiten.
Darüber hinaus bestünden große Unterschiede zwischen den militärischen Institutionen von Ländern, die aufgrund ihrer Lage nur selten von Invasionen betroffen seien oder diese fürchten müssten und solchen, bei denen dies der Fall sei. Erstere würden immer gute Gründe dafür finden, mindestens ebenso große Heere wie die letzteren zu unterhalten. Im erstgenannten Fall werden die Truppen selten, wenn überhaupt, zur inneren Verteidigung eingesetzt. Die Gesetze müssten nicht regelmäßig im Interesse der Verteidigung gelockert werden, der zivile Staat behalte seine volle Stärke und werde weder mit den Grundsätzen noch den Erfordernissen des anderen staatlichen Bereichs verwechselt oder durch diese korrumpiert. Die natürliche Stärke der Gemeinschaft behalte die Oberhand über die vergleichsweise kleine Armee. Ihre Bürger, die nicht gewohnt seien, schutzsuchend zum Militär aufzusehen oder sich von ihm unterdrücken zu lassen, liebten oder fürchteten die Soldaten nicht, sondern duldeten sie misstrauisch als notwendiges Übel. Die Bürger seien immer bereit, einer Macht Widerstand zu leisten, von der sie annehmen, dass sie auch zum Nachteil ihrer Rechte eingesetzt werden könne. Unter solchen Umständen könne die Regierung eine Armee wohl einsetzen, um eine kleine Splittergruppe, Zusammenrottung oder einen Aufstand zu kontrollieren, nicht aber, um sich dem vereinten Willen der Bevölkerungsmehrheit entgegenzustellen.
Anders sei die Situation in einem Land, das sich in ständiger Gefahr befindet. Hier müsse die Regierung stets bereit sein, der Bedrohung entgegenzuwirken. Die Streitkräfte müssten groß genug zur sofortigen Verteidigung sein. Die ständige Not vergrößere die Bedeutung des Soldaten in gleichem Maß, wie die des Bürgers sich verringere. Der Militärstand erringe gegenüber dem Zivilstand die Oberhand. Einwohner eines Landes, das oft Kriegsschauplatz sei, müssten häufig Einschränkungen ihrer Rechte hinnehmen. Dies führe dazu, dass ihr Sinn für diese Rechte geschwächt werde. Schritt für Schritt würden die Menschen dazu gebracht, die Soldaten nicht mehr nur als ihre Beschützer wahrzunehmen, sondern als Überlegene. Leicht führe diese Einstellung dazu, dass das Militär als Herren angesehen werde. Unter diesen Bedingungen sei ein Volk nur schwer dazu zu bewegen, sich Übergriffen der Streitmächte mutig und wirksam zu widersetzen.
Als Beispiel für ein Land, das unter den zuerst beschriebenen Umständen lebe, führt Hamilton Großbritannien an. Seine Insellage und mächtige Marine schützten es wirksam vor fremden Eindringlingen und machten ein großes Heer innerhalb des Königreichs selbst überflüssig. Eine kleine Streitmacht reiche im Notfall aus, um einem plötzlichen Angriff von außen so lange zu widerstehen, bis die Miliz einberufen sei. Weder erfordere es die nationale Politik, noch hätte es die öffentliche Meinung zugelassen, dass eine größere Truppenzahl im Landesinneren bereitstehen müsse. Diese glückliche Lage habe dazu geführt, dass sich das Land trotz verbreiteter Käuflichkeit und Korruption heute der Freiheit erfreuen könne. Wäre Großbritannien auf dem Kontinent gelegen und somit gezwungen gewesen, ähnlich zahlreiche Streitkräfte bereitzustellen wie die anderen europäischen Großmächte, wäre auch dieses Land wahrscheinlich der absoluten Macht eines einzelnen Menschen anheimgefallen.
Sollte die Union weiterbestehen, besäße sie auf lange Sicht eine ähnlich vorteilhafte Insellage wie Großbritannien. Europa sei weit entfernt, seine der Union benachbarten amerikanischen Kolonien seien so unterlegen, dass sie keine Gefahr darstellten. Daher seien zahlreiche Streitkräfte für die Sicherheit einer Union nicht erforderlich. Uneinigkeit und ein Zerfall der Union in Einzelstaaten oder zwei bis drei kleinere Konföderationen dagegen würde die nordamerikanischen Staaten binnen Kurzem in eine ähnliche Lage wie die europäischen Staaten führen, und ihre Freiheit fiele der Notwendigkeit der Verteidigung gegen Ehrgeiz und Missgunst zum Opfer.